# Spit It Out (Solar)
Pour les articles homonymes, voir Spit It Out (homonymie).
Spit It Out est le premier single solo de Solar la leader du groupe de Kpop Mamamoo. Le single a eu du succès car ce fut la première fois que l'artiste se montrait en solo et sous cet angle. Les paroles à tendance féministe ont eu un écho auprès du public coréen et international.
En Corée du Sud, la chanson a débuté au numéro 96, atteignant plus tard le numéro 76 sur le Gaon Digital Chart. La version physique a fait ses débuts au numéro deux du Gaon Album Chart. La chanson a atteint un succès international, devenant son premier single dans le top 10 du palmarès World Digital Songs de « Billboard's». La chanson a donné à Solar sa première victoire dans une émission musicale sur SBS MTV, le 28 avril 2020 soit 5 jours après la publication du single.

## Titre
Téléchargement, CD et streaming
1. Spit It Out - 3:14
2. Spit It Out (Instrumental) - 3:14

## Dates Clés
Le 10 avril 2020, l'agence Rainbow Bridge World (RBW) a annoncé que Solar ferait ses débuts en solo avec le single Spit It Out le 23 avril. Le premier teaser promotionnel du single est sorti le même jour.
La pochette officielle a finalement été révélée le 13 avril.
Le 14 avril 2020, la première photo de teaser et une vidéo de 24 secondes de teaser d'introduction ont été diffusées via la chaine YouTube de Mamamoo.
Le 15 avril 2020, la deuxième photo teaser a été révélée.
Le 16 avril 2020, la troisième photo du teaser ainsi qu'une version performance du concept teaser ont été publiées.
Le 17 avril 2020, la quatrième photo teaser et une vidéo teaser concept version spéciale ont été publiées.
Le 20 avril 2020, la cinquième photo du teaser et un teaser du clip vidéo du single sont sortis. Avant la sortie du single, Solar a révélé une vidéo d'aperçu d'entrevue enregistrée dans le coin de la salle de pratique pendant la pratique de la chorégraphie, via la chaîne YouTube officielle de mamamoo.
Le 21 et 22 avril 2020, la sixième photo du teaser et un autre teaser du clip vidéo ont été publiés.
Le single est sorti le 23 avril 2020 avec un clip vidéo d'accompagnement. Solar a participé à l'écriture et à la conceptualisation de l'album entier.

## Classements
| Chart (2020)                       | Apogée dans les classements |
| ---------------------------------- | --------------------------- |
| Corée du Sud (Gaon)                | 71                          |
| South Korean Albums (Gaon)         | 2                           |
| Corée du Sud (Kpop Hot 100)        | 37                          |
| US World Digital Songs (Billboard) | 6                           |

## Performance commerciale
Selon les données de Hanteo Chart, la version physique du single s'est vendue à 62 000 exemplaires le premier jour de sa sortie. L'édition physique a fait ses débuts au numéro deux du Gaon Album Chart. La chanson a fait ses débuts au numéro 12 du palmarès Billboard World Digital Song Sales, puis a culminé au numéro 6. Avec deux jours de suivi, elle a fait ses débuts au numéro 96 du Gaon Digital Chart. La semaine du 7 mai 2020, la chanson a culminé au numéro 71.

## Récompenses
| Programme | chaine  | Date          | Ref.   |
| --------- | ------- | ------------- | ------ |
| The Show  | SBS MTV | 28 avril 2020 | [ 17 ] |